# Кањак ле Мен
Кањак ле Мен (фр. Cagnac-les-Mines) насеље је и општина у јужној Француској у региону Миди Пирене, у департману Тарн која припада префектури Алби.
По подацима из 2011. године у општини је живело 2316 становника, а густина насељености је износила 93,77 становника/km². Општина се простире на површини од 24,7 km². Налази се на средњој надморској висини од 230 метара (максималној 324 m, а минималној 153 m).

## Демографија
| 1962. | 1968. | 1975. | 1982. | 1990. | 1999. | 2011. |
| ----- | ----- | ----- | ----- | ----- | ----- | ----- |
| 3.058 | 3.378 | 2.818 | 2.613 | 2.225 | 2.086 | 2.316 |

График промене броја становника у току последњих година